# Sly (opera)
Sly, ovvero la leggenda del dormiente svegliato è un'opera lirica di Ermanno Wolf-Ferrari su libretto di Giovacchino Forzano. L'opera ha debuttato il 29 dicembre 1927 al Teatro alla Scala di Milano.
Il soggetto è tratto da una novella de Le mille e una notte, dove il sultano Harun si burla di un ubriaco, lo porta dormiente in una reggia e gli fa credere al suo risveglio che egli è il nobile proprietario del castello. Il libretto è ispirato anche alla Bisbetica Domata di Shakespeare: nelle prime scene della commedia, appare un ubriaco addormentato di nome Sly.
Il 12 febbraio 1928 ha avuto la prima al Teatro Regio di Torino con Francesco Dominici e Badini, la replica alla Scala il 12 aprile successivo alla presenza del re Vittorio Emanuele III di Savoia, la prima al Teatro La Fenice di Venezia il 19 gennaio 1929 alla presenza del compositore ed il 16 marzo successivo al Teatro San Carlo di Napoli.
Al Metropolitan Opera House di New York ha avuto la première nel 2002 con Plácido Domingo, Marija Hulehina e Juan Pons.
L'opera recentemente è stata ripresa a Barcellona, Roma e Torino con José Carreras nel ruolo di Sly a Torino e Barcellona, e Plácido Domingo a Roma.

## Cast della première
| Personaggio                   | Interprete (Direttore: Ettore Panizza) |
| ----------------------------- | -------------------------------------- |
| Sly                           | Aureliano Pertile                      |
| Dolly                         | Mercedes Llopart                       |
| Conte di Westmoreland         | Luigi Rossi-Morelli                    |
| John Plake                    | Ernesto Badini                         |
| Paggetto                      | Ida Conti                              |
| Rosalina                      | Lina Bruna Rasa                        |
| Ostessa                       | Ida Mannarini                          |
| Giudice campestre             | Palmiro Domenichetti                   |
| Garzone                       | Luigi Nardi                            |
| Primo nobile (Moro) Vetturale | Giovanni Azzimonti                     |
| Secondo nobile (Indiano)      | Emilio Venturini                       |
| Terzo nobile                  | Nello Palai                            |
| Quarto nobile (Cinese)        | Aristide Baracchi                      |
| Quinto nobile (Dottore)       | Giuseppe Nessi                         |
| Sesto nobile                  | Antonio Laffi                          |
| Settimo nobile                | Giacomo Carboni                        |
| Ottavo nobile                 | Salvatore Baccaloni                    |
| Prima ancella                 | Maria Neveso                           |
| Seconda ancella               | Gina Pedroni                           |
| Terza ancella                 | Olga De Franco-Arduini                 |
| Snare Primo servo             | Luigi Spartaco Marchi                  |
| Soldato Secondo servo         | Giuseppe Menni                         |
| Cuoco Terzo servo             | Amleto Galli                           |

## Trama
Il conte di Westmoreland si burla di Sly, povero ubriaco che si diverte la sera in osteria con gli amici, innamorato di sua moglie Dolly e da lei ricambiato. Fa credere all`ubriacone di essere un nobile signore, sposato con Dolly. Tuttavia la burla svanisce, e Sly, piuttosto che tornare alla cruda realtà, si uccide, con la disperazione di Dolly, che impreca contro il marito.

## Discografia
| Anno | Cast: Sly, Dolly, Conte, John Plake, Ostessa                                               | Direttore, Orchestra e Coro                                                                       | Etichetta                                               |
| ---- | ------------------------------------------------------------------------------------------ | ------------------------------------------------------------------------------------------------- | ------------------------------------------------------- |
| 1982 | Hans-Dieter Bader, Deborah Polaski, Klaus-Michael Reeh, Siegfried Haertel, Gertraud Wagner | Robert Maxym, Orchestra e Coro della Niedersächsische Staatsoper di Hannover (Cantata in tedesco) | LP: Acanta 40.23501 CD: Acanta 43501 Arts 47549         |
| 1998 | José Carreras, Daniela Dessì, Juan Pons, Carlos Chausson, Stefania Kaluza                  | Rafael Frühbeck de Burgos, Orchestra e Coro dell'Opera di Zurigo                                  | CD: Legato Classics LCD 240-2 Premiere Opera CDNO 640-2 |
| 2000 | José Carreras, Isabelle Kabatu, Sherrill Milnes, Alessandro Guerzoni, Mireia Pintó         | David Giménez, Orchestra e Coro del Teatro Liceu di Barcellona                                    | CD: Koch-Schwann 3-6449-2                               |